# Andrija Cmrečnjak
Andrija Cmrečnjak (Zagreb, 23. veljače 1996.) hrvatski je sportski novinar i komentator, poznat još kao Zizi.
Istaknuo se kao komentator nogometnih utakmica na televizijama Arena Sport, MaxSport i HRT, gdje je bio dio komentatorske ekipe na Svjetskom i Europskom prvenstvu. Osim televizijskog rada, poznat je i kao jedan od autora popularnog sportskog podcasta Tribina s kojim je osvojio Digitalnu ružu godine.

## Komentatorska karijera
Andrija Cmrečnjak je najmlađi  komentator koji je ikad prenosio utakmice HNL-a, a postao je i najmlađi hrvatski komentator na Svjetskom prvenstvu, debitirajući na utakmici Portugala i Južne Koreje 2022. Karijeru je započeo na Arena Sportu, potom je nastavio na MaxSportu, a od 2022. povremeno je vanjski suradnik i komentator na HRT-u za velika međunarodna natjecanja.